# 選曲
選曲（せんきょく）とは曲を選ぶ事を指す｡

## 機器
音楽機器において、聴きたい曲を選択する選曲機能は重要なものであり､メーカーによってさまざまな工夫が施されている｡

## 職種
選曲を専門としている職種は、視聴者が聴きたいと思っている曲の選択が求められる｡
- クラブや、テレビ・ラジオの音楽番組に出演しているDJ。
- 映像作品の音楽部門を担当する請負会社。
- 映像作品の音楽の発注・編集・リレコーディングなどを行う専門の技師。「音楽演出家」ないし「音楽監督」として扱われることも多い。

これらがあげられる｡

## 関連人物
- 鈴木清司 （日本における映像音楽選曲家の草分け）